# Barigarh
Barigarh is een nagar panchayat (plaats) in het district Chhatarpur van de Indiase staat Madhya Pradesh. 

## Demografie
Volgens de Indiase volkstelling van 2001 wonen er 8.589 mensen in Barigarh, waarvan 54% mannelijk en 46% vrouwelijk is. De plaats heeft een alfabetiseringsgraad van 50%. 